# Sabile
Sabile er beliggende i Talsis distrikt i det vestlige Letland og fik byrettigheder i 1917. Byens byvåben viser en klase vindruer, da Sabile på et tidspunkt blev kendt som det nordligste sted i Verden for dyrkning af vindruer under åben himmel. Før Letlands selvstændighed i 1918 var byen også kendt på sit tyske navn Zabeln.